# La Vallée-Mulâtre
La Vallée-Mulâtre ist eine französische Gemeinde mit 147 Einwohnern (Stand 1. Januar 2022) im Département Aisne in der Region Hauts-de-France (vor 2016 Picardie). Sie gehört zum Arrondissement Vervins, zum Kanton Guise und zum Kommunalverband Thiérache Sambre et Oise.

## Geographie
Die Gemeinde La Vallée-Mulâtre liegt 30 Kilometer südöstlich von Cambrai und 31 Kilometer nordöstlich von Saint-Quentin. Nachbargemeinden von La Vallée-Mulâtre sind Saint-Martin-Rivière im Norden, Ribeauville im Nordosten, Wassigny im Osten, Mennevret im Südosten, Vaux-Andigny im Südwesten und Westen sowie Molain im Nordwesten.

## Geschichte
Die Gemeinde wurde 1864 aus einem Weiler in der Gemeinde Saint-Martin-Rivière gegründet.

### Bevölkerungsentwicklung
| Jahr                       | 1962 | 1968 | 1975 | 1982 | 1990 | 1999 | 2006 | 2012 | 2022 |
| -------------------------- | ---- | ---- | ---- | ---- | ---- | ---- | ---- | ---- | ---- |
| Einwohner                  | 208  | 204  | 182  | 148  | 148  | 145  | 142  | 160  | 147  |
| Quellen: Cassini und INSEE |      |      |      |      |      |      |      |      |      |

## Sehenswürdigkeiten
- Kirche Saint-Pierre-et-Saint-Paul, erbaut 1859

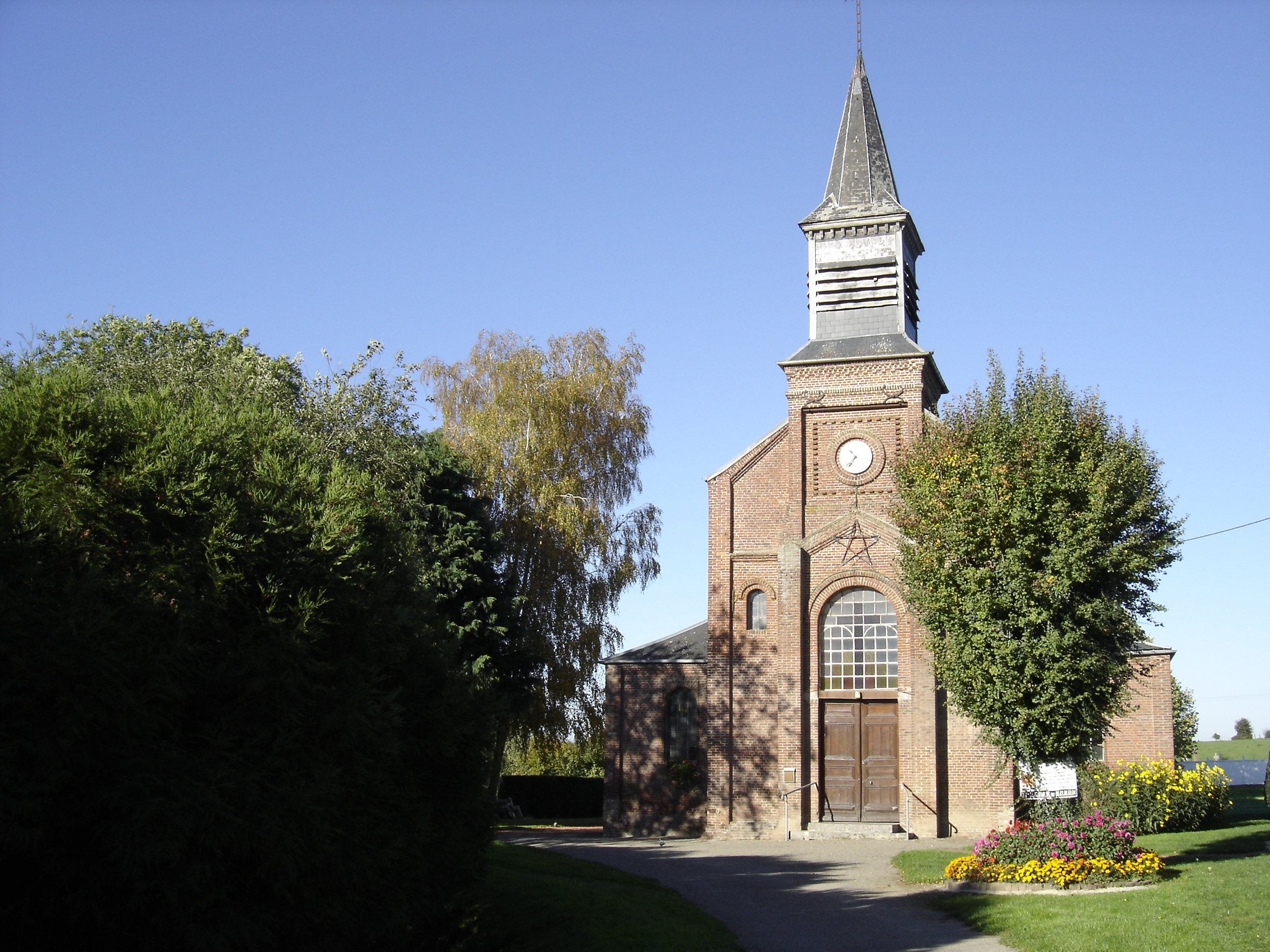
Kirche Saint-Pierre-et-Saint-Paul
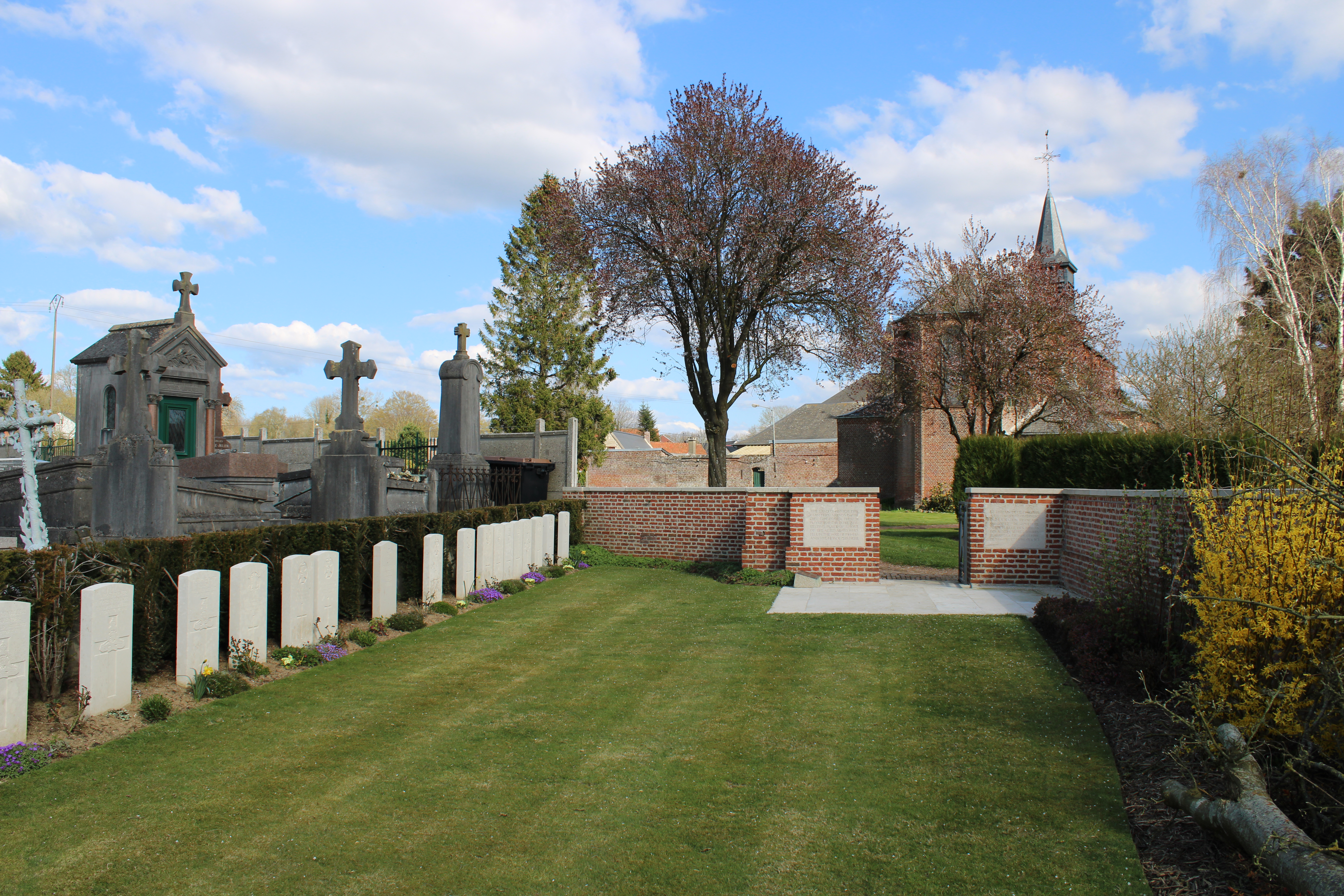
Soldatenfriedhof des Commonwealth
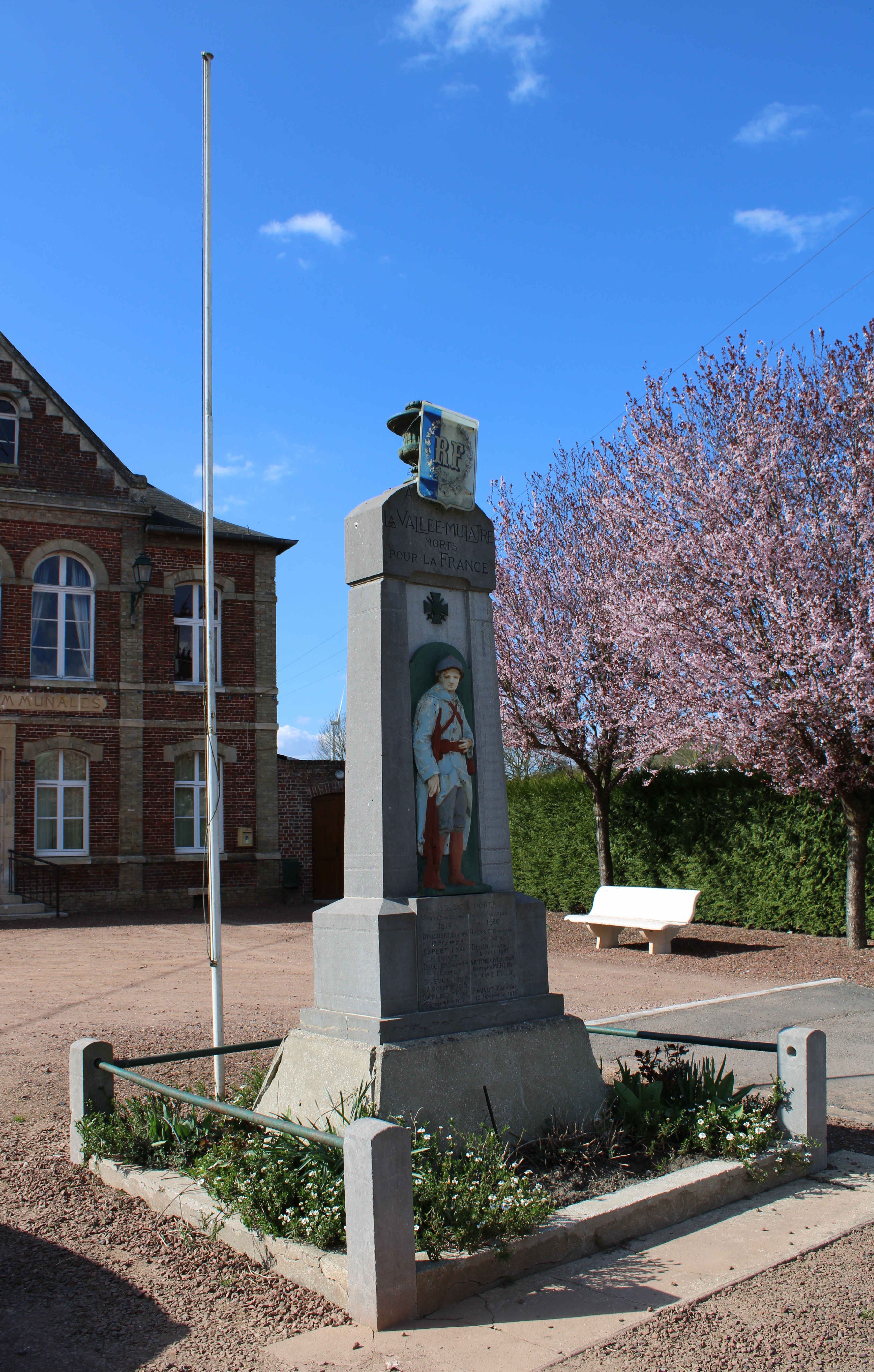
Gefallenendenkmal